# Neenah
Neenah est une ville sur le lac Winnebago dans le comté de Winnebago, dans le Wisconsin, aux États-Unis. Sa population s’élevait à 25 501 habitants lors du recensement de 2010.